# ماي بارنز
ماي بارنز (بالإنجليزية: Mae Barnes)‏ هي مغنية أمريكية، ولدت في 23 يناير 1907 في نيويورك في الولايات المتحدة، وتوفيت في 13 ديسمبر 1996.

## وصلات خارجية
- ماي بارنز على موقع IMDb (الإنجليزية)
- ماي بارنز على موقع ميوزك برينز (الإنجليزية)
- ماي بارنز على موقع قاعدة بيانات برودواي على الإنترنت (الإنجليزية)
- ماي بارنز على موقع قاعدة بيانات برودواي على الإنترنت (الإنجليزية)
- ماي بارنز على موقع ديسكوغز (الإنجليزية)
- ماي بارنز على موقع قاعدة بيانات الفيلم (الإنجليزية)